# Trường Đại học Hồng Đức
Đại học Hồng Đức (Hong Duc University, vt: HDU) là một trường đại học địa phương đa ngành, công lập, trực thuộc UBND tỉnh Thanh Hóa.
Tháng 7, năm 2018, Webometrics xếp hạng trường HDU thứ 19 trong tổng số 235 các trường Đại học, Học viện của cả nước mặc dù đây là trường có tuổi đời trẻ chỉ trên 20 năm, thành lập sau rất nhiều trường khác. HDU là một trong những trường Đại học có số chương trình đào tạo được kiểm định ngoài đạt chuẩn nhiều nhất cả nước. Có những năm tuyển sinh Đại học, điểm trúng tuyển yêu cầu của trường cao thuộc hạng đầu bảng cả nước. Năm 2023, nhà trường mở thêm hệ phổ thông liên cấp, và trở thành Đại học "siêu trường" đầu tiên và duy nhất cả nước có đào tạo đầy đủ các hệ từ Mầm non, Tiểu học, THCS, THPT, Đại học, Thạc sĩ, Tiến sĩ. Quy mô trường, lớp, chất lượng đào tạo của nhà trường không ngừng được nâng cao, góp phần quan trọng vào sự nghiệp đào tạo nguồn nhân lực, đáp ứng yêu cầu công nghiệp hóa, hiện đại hóa quê hương, đất nước.

## Hình thành
Trường được thành lập vào ngày 24 tháng 9 năm 1997 theo Quyết định số 797/1997/QĐ-TTg do Thủ tướng Chính phủ ban hành (Đại học này được mang tên niên hiệu Hồng Đức 洪德 của hoàng đế Lê Thánh Tông thịnh trị nhất toàn bộ lịch sử Việt Nam), trên cơ sở sáp nhập ba trường Cao đẳng: Cao đẳng Sư phạm, Cao đẳng Kinh tế - Kỹ thuật, Cao đẳng Y tế Thanh Hoá. Đại học Hồng Đức là trường đại học đầu tiên trong hệ thống giáo dục đại học Việt Nam được thành lập theo mô hình mới: Đại học công lập, đa ngành, trực thuộc Ủy ban nhân dân tỉnh Thanh Hóa và chịu sự quản lý Nhà nước của Bộ Giáo dục và Đào tạo.
Đại học Hồng Đức có sứ mệnh đào tạo nguồn nhân lực đa lĩnh vực có khả năng thích ứng với sự thay đổi của thị trường lao động; nghiên cứu khoa học, chuyển giao công nghệ phục vụ sự phát triển kinh tế - xã hội của tỉnh Thanh Hóa và đất nước.
Đại học Hồng Đức là trường theo định hướng ứng dụng phục vụ các mục tiêu kinh tế - xã hội, sản phẩm tiêu biểu: giống lúa Hồng Đức 9, lúa nếp hạt cau,  bảo tồn gen (cây Khôi tía, vịt Cổ Lũng), chế biến cây Sachi, lọc sinh học xử lí Biogas, giống ngô lai QT55, Bơm thủy năng HĐBT, Công nghệ xử lí môi trường, chế biến cao Lan Kim Tuyến (Y-Dược), Bộ chế phẩm Tricho-HDU và Bokashi-HDU, Giường bệnh thông minh đa năng, gạch không nung có độ bền cao, hệ thống điều khiển nhà trạm viễn thông thông minh, nông nghiệp công nghệ cao (nuôi cấy Đông trùng hạ thảo, trồng nấm Linh chi, rau an toàn trong nhà lưới, máy tách vỏ trứng, sản xuất khoai tây theo công nghệ tưới nhỏ giọt), phần mềm nhận diện khuôn mặt, phần mềm xác định chữ ký, hệ thống rửa xe tự động, giải pháp camera giám sát thông minh... theo hướng phát triển thành điểm sáng về Đại học ứng dụng ở khu vực Đông Nam Á.
Mục tiêu chiến lược: Xây dựng Trường Đại học Hồng Đứctrở thành Đại học thông minh, là trung tâm đào tạo, nghiên cứu khoa học, chuyển giao công nghệ và đổi mới sáng tạo; hội nhập sâu rộng với các trường Đại học tiên tiến trong khối ASEAN và quốc tế; có vị thứ xứng đáng trong hệ thống Đại học của Việt Nam.

## Cơ sở vật chất
Sau 3 giai đoạn đầu tư, xây dựng, đến nay, cơ vật chất phục vụ cho các hoạt động chuyên môn của Nhà trường đã khá hoàn thiện, hiện đại.

Với tổng diện tích 478.000 m2, trong đó cơ sở chính là 384.000m2 và Trung tâm Giáo dục quốc phòng - An ninh 94.000m2, Trường Đại học Hồng Đức là một trong những cơ sở giáo dục đại học có khuôn viên rộng rãi, hiện đại, môi trường xanh, sạch, đẹp và an toàn nhất trong khối các trường đại học trong cả nước. Ký túc xá, khu liên hợp thể thao, thư viện, giảng đường, phòng thí nghiệm, được đầu tư đồng bộ, hiện đại, trang thiết bị đảm bảo đáp ứng phục vụ đào tạo, nghiên cứu khoa học và các hoạt động khác.

## Đào tạo
Tổ chức của Nhà trường hiện nay gồm có 33 đơn vị trực thuộc, gồm: 
- 12 Khoa đào tạo: Khoa Công nghệ Thông tin và truyền thông, khoa Khoa học Tự nhiên, khoa Khoa học Xã hội và Nhăn văn, khoa Nông Lâm Ngư nghiệp, khoa Lý luận Chính trị - Luật, khoa Kỹ thuật - Công nghệ, khoa Giáo dục - Thể chất, khoa Kinh tế - Quản trị Kinh doanh, khoa Tại chức, khoa Sư phạm Mầm non, khoa Sư phạm Tiểu học, khoa Ngoại Ngữ và khoa Tâm lý Giáo Dục;
- 10 Phòng : phòng Công tác Học sinh Sinh viên, Đào tạo, Hành chính - Tổng hợp, Hợp tác Quốc tế, Kế hoạch - Tài chính, Quản lý Khoa học và Công nghệ, Thanh tra, Tổ chức - Cán bộ, Đảm bảo chất lượng và Khảo thí và phòng Quản trị, vật tư ,Thiết bị
- 3 Ban: Ban Quản lý Nội trú, Ban Quản lý Dự án xây dựng, Ban Bảo vệ
- 6 trung tâm: Trung tâm Thông tin – Thư viện, Giáo dục Quốc tế, Giáo dục Quốc phòng, Khoa học Xã hội và Nhân văn, Nghiên cứu ứng dụng Khoa học Công nghệ và trung tâm Phát triển Đào tạo và hỗ trợ học tập và Trạm y tế.
Nhà trường hiện có gần 740 cán bộ, giảng viên, trong đó giảng viên cơ hữu có 02 GS, 24 PGS, 175 Tiến sĩ - (tỷ lệ giảng viên có trình độ Tiến sĩ đạt 41,26%). Nhiều PhD hạng xuất sắc từ các nước tiên tiến.
Đại học Hồng Đức là trường đầu tiên trong cả nước đưa học phần Công nghệ số vào giảng dạy cho tất cả các chương trình đào tạo.
Nhà trường đa dạng hóa các hình thức hợp tác với các trường, các viện và tổ chức có uy tín trên thế giới, mang đến những khởi sắc cho hoạt động hợp tác quốc tế. Tiêu biểu như đã và đang có các Chương trình hợp tác với các trường đại học uy tín thế giới: Đại học Zielona Gora (Ba Lan), Đại học Greifswald và Đại học Anhalt (CHLB Đức), Đại học Soongsil (Hàn Quốc)... Triển khai hợp tác NCKH với các trường: Đại học Greifswald, Đại học Aix - Marseille, Polytech Tours...
Trong những năm qua, cán bộ, giảng viên Nhà trường đã thực hiện 02 dự án quốc tế, 08 đề tài cấp Nhà nước, trong đó có 02 đề tài độc lập và 06 đề tài thuộc Quỹ phát triển khoa học và công nghệ quốc gia (NAFOSTED); 38 đề tài cấp Bộ, 56 đề tài cấp tỉnh và 533 đề tài cấp cơ sở. Công bố 1.329 công trình nghiên cứu khoa học trên các tạp chí khoa học chuyên ngành trong nước và quốc tế. Thực hiện 1.942 đề tài nghiên cứu khoa học sinh viên, trong đó có 328 đề tài đạt giải cấp trường và 32 đề tài đạt giải cấp Bộ, 06 giải thưởng sáng tạo kỹ thuật Việt Nam (VIFOTEC). Sinh viên Nhà trường tham gia Đoàn vận động viên của tỉnh tham dự Đại hội TDTT toàn quốc, Vô địch Đông Nam Á và thế giới đạt nhiều huy chương, gồm 16 huy chương vàng, bạc, đồng các giải Taekwondo, Vovinam, Cầu mây, Wushu, Kickboxing, Muay.

## Thành tích
- Huân chương Lao động hạng Ba (2002)
- Huân chương Lao động hạng Nhì (2011)
- Huân chương Lao động hạng Nhất[17] (2017)

Năm 2017, Nhà trường được công nhận Đạt tiêu chuẩn kiểm định chất lượng giáo dục đại học theo quy định của Bộ Giáo dục & Đào tạo.

## Hợp tác quốc tế
| Tên đơn vị hợp tác                                                                     | Quốc gia    | Người ký văn bản                                                                  | Đại diện ĐH Hồng Đức                                   | Thời gian |
| Centre Interdisciplinaire de Nanoscience de Marseille, The University of Mediterranean | Pháp        | Yvon Berland, President                                                           | Dr. Nguyen Van Phat, President                         | 4/2007    |
| Fachhochschule Stralsund \| University of Applied Sciences, Stralsund                  | Đức         | Prof. Dr. med. Dipl. -Ing Jurgen Grager, Vice Rector                              | Dr. Nguyen Van Phat, President                         | 2/2008    |
| Malardalen University                                                                  | Thụy Điển   | Prof. Christer Norstrom, Vice President                                           | Dr. Nguyen Van Phat, President                         | 2/2008    |
| University of Greifswald                                                               | Đức         | Rainer Westermann, President                                                      | Dr. Nguyen Van Phat, President                         | 2/2008    |
| Transworld Institute of Technology                                                     | Đài Loan    | Dr. Shu-Hsiang Hsu, President                                                     | Dr. Nguyen Song Hoan, Vice President                   | 12/2008   |
| Volunteers in Asia                                                                     |             | Lillian Forsyth, Vietnam Progam Director                                          | Dr. Nguyen Song Hoan, Vice President                   | 1/2009    |
| Chung Hua University                                                                   | Đài Loan    | D.Y.Sha, President                                                                | Dr. Nguyen Van Phat, President                         | 5/2010    |
| Ming Chuan University                                                                  | Trung Quốc  | Robert Yien, PhD, Vice of President                                               | Dr. Nguyen Van Phat, President                         | 5/2010    |
| National University of Kaohsiung University                                            | Đài Loan    | Dr. Ing-Chung Huang, President                                                    | Dr. Nguyen Van Phat, President                         | 5/2010    |
| Chung Yuan Christian University                                                        | Đài Loan    | Dr. Wan Lee Cheng, President                                                      | Dr. Nguyen Van Phat, President                         | 5/2010    |
| National Yunlin University of Science and Technology                                   | Đài Loan    | Yeong-Bin Yang, President                                                         | Dr. Nguyen Van Phat, President                         | 5/2010    |
| Asian Institute of Technology                                                          | Thái Lan    | Prof. Said Irandoust, President                                                   | Dr. Nguyen Song Hoan, Vice President                   | 6/2010    |
| The University of Sheffield                                                            | Anh         | Tim Crick, Director of International Liaison                                      | Dr. Nguyen Song Hoan, Vice President                   | 8/2010    |
| Rajamangala University of Technology Thanyaburi                                        | Thái Lan    | Assoc. Prof. Dr. Numyoot Songthanapitak, President                                | Dr. Nguyen Manh An, President                          | 9/2011    |
| IPC Tertiary Institue, Palmerston North                                                | New Zealand | Ichizo Murakami, Director                                                         | Dr. Nguyen Manh An, President                          | 5/2012    |
| University of Zielona Góra                                                             | Ba Lan      | Prof. Dr hab. Inz. Tadeusz Kuczynski, Rector                                      | Dr. Nguyen Manh An, President                          | 9/2012    |
| Escuela Universitaria Cardenal Cisneros, University of Alcala                          | Tây Ban Nha | Jose Maria Amigo, Director                                                        | Dr. Hoang Nam, Vice President                          | 3/2013    |
| MingDao University                                                                     | Đài Loan    | Dr. Shih-Shiung Chen, President                                                   | Dr. Le Huu Can, Vice President                         | 5/2013    |
| ChaoYang University of Technology                                                      | Đài Loan    | Chung-Jen, Chin, Ed.D, President                                                  | Dr. Le Huu Can, Vice President                         | 5/2013    |
| Shanghai Ocean University                                                              | Trung Quốc  | Prof.Dr. Cheng YuDong, President                                                  | Dr. Nguyen Manh An, President                          | 4/2014    |
| Gachon University                                                                      | Hàn Quốc    | PhD. Gil Ya Lee, President                                                        | Dr. Nguyen Manh An, President                          | 10/2014   |
| Friedlander Schule University Lưu trữ ngày 12 tháng 7 năm 2022 tại Wayback Machine     | Đức         | Ulrich Schmidt, Director                                                          | Dr. Hoang Nam, Vice President                          | 10/2014   |
| Soongsil Unviersity and Viet Pan-Pacific limited company, Thanh Hoa                    | Hàn Quốc    | Dr. Kang Gi-Du, Dean of Int'l Edu Institution Mr. Kim Dong Gun, General Director  | Dr. Hoang Nam, Vice President                          | 11/2014   |
| Technische Universitat Bergakademie Freiberg University                                | Đức         | Prof.Dr. Bernd Meyer Lưu trữ ngày 12 tháng 7 năm 2022 tại Wayback Machine, Rector | Dr. Nguyen Manh An, President                          | 6/2014    |
| Institution of Geography and Geology at University of Greifswald                       | Đức         | Prof. Dr. Johanna Eleonore Weber, Rector                                          | Dr. Hoang Nam, Vice President                          | 12/2014   |
| National Research University "Moscow Power Engineering Institute" Moscow               | Nga         | Prof. Dr. Nikolay D. Rogalev, Rector                                              | Associate Professor, Dr. Nguyen Manh An, President     | 6/2015    |
| University of Wollongong                                                               | Úc          | Prof. Tim Marchant, Dean of Research                                              | Associate Professor, Dr. Nguyen Manh An, President     | 4/2016    |
| Kunming University of Science and Technology                                           | Trung Quốc  | Prof. Cheng Heming, Vice President                                                | Associate Professor, Dr. Le Van Truong, Vice President | 5/2016    |
| Anhalt University of Applied Sciences                                                  | Đức         | Prof. Jorg Bagdahn, President                                                     | Associate Professor, Dr. Nguyen Manh An, President     | 4/2017    |
| Zittau Görlitz University of Applied Sciences                                          | Đức         | Prof. Friedrich Albrecht                                                          | Associate Professor, Dr. Nguyen Manh An, President     | 9/2017    |
| Polytech Tours, école d'ingénieurs                                                     | Pháp        | Dr. Philippe Vendrix                                                              | Associate Professor, Dr. Hoang Thi Mai, Vice President | 4/2019    |

## Cựu sinh viên
Cựu học viên của Trường Đại học Hồng Đức sau tốt nghiệp bước vào cuộc sống phát huy sự năng động, sáng tạo đã có những đóng góp vào sự phát triển kinh tế - xã hội.
- Trần Văn Tân, Tổng Giám đốc Công ty Cổ phần XD và TM Phong Cách Mới
- Nguyễn Văn Hiệu, Giám đốc Công ty TNHH Medlatec Thanh Hóa
- Trần Đình Bình, Chủ tịch HĐQT Công ty Cổ phần Tập đoàn Xây dựng Bình Phát
- Vũ Văn Thưởng, Giám đốc Công ty Cổ phần V-GREEN
- Nguyễn Xuân Tùng, Giám đốc Công ty Cổ phần đầu tư xây dựng và thương mại Thiên Thanh
- Nguyễn Trung Nguyên, Giám đốc Phòng giao dịch Nghi Sơn - Ngân hàng TMCP Tiên Phong - Chi nhánh Thanh Hóa

- Phạm Văn Báu, Giám đốc Đài PTTH Thanh Hóa
- Đặng Văn Biên, Tổng Giám đốc công ty Cổ phần Hà Thanh
- Nguyễn Thế Nguyên, Phó Giám đốc Công ty Cổ phần tư vấn đầu tư xây dựng và thương mại 28
- Nguyễn Mạnh Dũng, Giám đốc Công ty Cổ phần TMT Vina
- Lê Thọ Sỹ, Giám đốc Trung tâm Kinh doanh VNPT Thanh Hóa
- Lê Văn Châu, Bí Thư Tỉnh Đoàn Thanh Hóa
- Hoàng Văn Oanh, Giám đốc Công ty Xuất nhập khẩu KNA Chemical
- Đỗ Minh Thủy, Chủ tịch HĐQT Công ty Cổ Phần Sản Xuất & Thương Mại Vinagreen
- Phạm Hương Quỳnh, Giám đốc Công ty cổ phần Tập đoàn Hữu Tín
- Đỗ Văn Thuật, Giám đốc FPT Blockchain lab
- Phạm Thị Hà, Giám đốc Công ty TNHH Green Family Development
- Trần Văn Ba, Giám đốc Trung tâm CNTT VNPT Thanh Hóa
- Nguyễn Minh Trường, Phó Giám đốc Công ty Cổ phần Tập đoàn Minh Tuệ
- Nguyễn Thị Hải Lê, Phó Giám đốc Công ty TNHH Minh Lộ
- Lê Tuấn Anh, Trưởng nhóm Phần mềm Công ty ThinkLABs
- Bùi Tiến Thành, Giám đốc Công ty Tiến Thành Thảo, Giám đốc văn phòng tổng đại lý Hanwha Life 8
- Vũ Ngọc Sơn, Giám đốc Công ty TNHH Thương mại Sơn Hà
- Lê Hồng Quân, Phó Giám đốc Công ty Môi trường Thanh Hóa
- Phạm Thị Liên, Giám đốc Công ty An Hiểu Minh
- Nguyễn Quốc Anh, Giám đốcCông ty CPXD&PT Kiến trúc số-Intellihome JSC
- Nguyễn Văn Trình, Giám đốc Công ty CPXD Vạn Xuân
- Nguyễn Quốc Phong, Giám đốc chi nhánh Công ty CPTVXD&ĐT T-BOX Việt Nam – chi nhánh Thanh Hóa
- Phạm Minh Quang, Phó Giám đốc Công ty CPĐT&XD Long Giang
- Trần Ngọc Dũng, Giám đốc Công ty CP đầu tư hạ tầng KCN Thanh Hóa
- Lê Minh Công, Giám đốc Công ty TNHH Thành Minh
- Nguyễn Xuân Vĩnh - Phó Giám đốc Viễn thông Thanh Hóa
- Lương Ngọc Hiếu, Giám đốc Công ty cổ phần Lương Trọng
- Lê Xuân Lực, Giám đốc Công ty TNHH Đào tạo và Phát triển ASEAL
- Lê Quang Nghị, Giám đốc bán lẻ NH Phương Đông chi nhánh Thanh Hóa
- Trần Văn Vương, Giám đốc công ty giống Việt Nam
- Trần Văn Hải, Giám đốc Công ty Hải Thịnh Phát
- Nguyễn Hữu Duy, Phó Giám đốc Công ty TNHH Lạc Hồng
- Ninh Công Dũng, Giám đốc Công ty đầu tư và xây dựng Phương Đông
- Lê Giáp, Giám đốc Công ty máy tính Nam Phong
- Nguyễn Đình Mạnh, Giám đốc Công ty Mạnh Đình
- Lê Quang Bá, Giám đốc Trung tâm Viễn thông Internet FPT Thanh Hóa
- Đoàn Văn Điệp, Quản lý Công ty Mondelēz International